# Kerepes
Kerepes é uma cidade da Hungria, situada no condado de Peste. Tem 24,08 km² de área e sua população em 2019 foi estimada em 10.046 habitantes.